# Robert R. Casey
Pour les articles homonymes, voir Casey.
Robert Randolph Casey, né le 27 juillet 1915 et mort le 17 avril 1986 est un membre démocrate de la Chambre des représentants des États-Unis pour le Texas.

## Jeunesse
Casey naît à Joplin, dans le Missouri, mais déménage à Houston, au Texas, alors qu'il est adolescent, et fréquente le lycée San Jacinto de la ville. Il obtient son diplôme de premier cycle à l'Université de Houston et son Juris Doctor au South Texas College of Law (en). En 1940, il est admis au barreau et ouvre un cabinet privé à Alvin, au Texas. Deux ans plus tard, il devient le procureur de la ville.

## Carrière politique

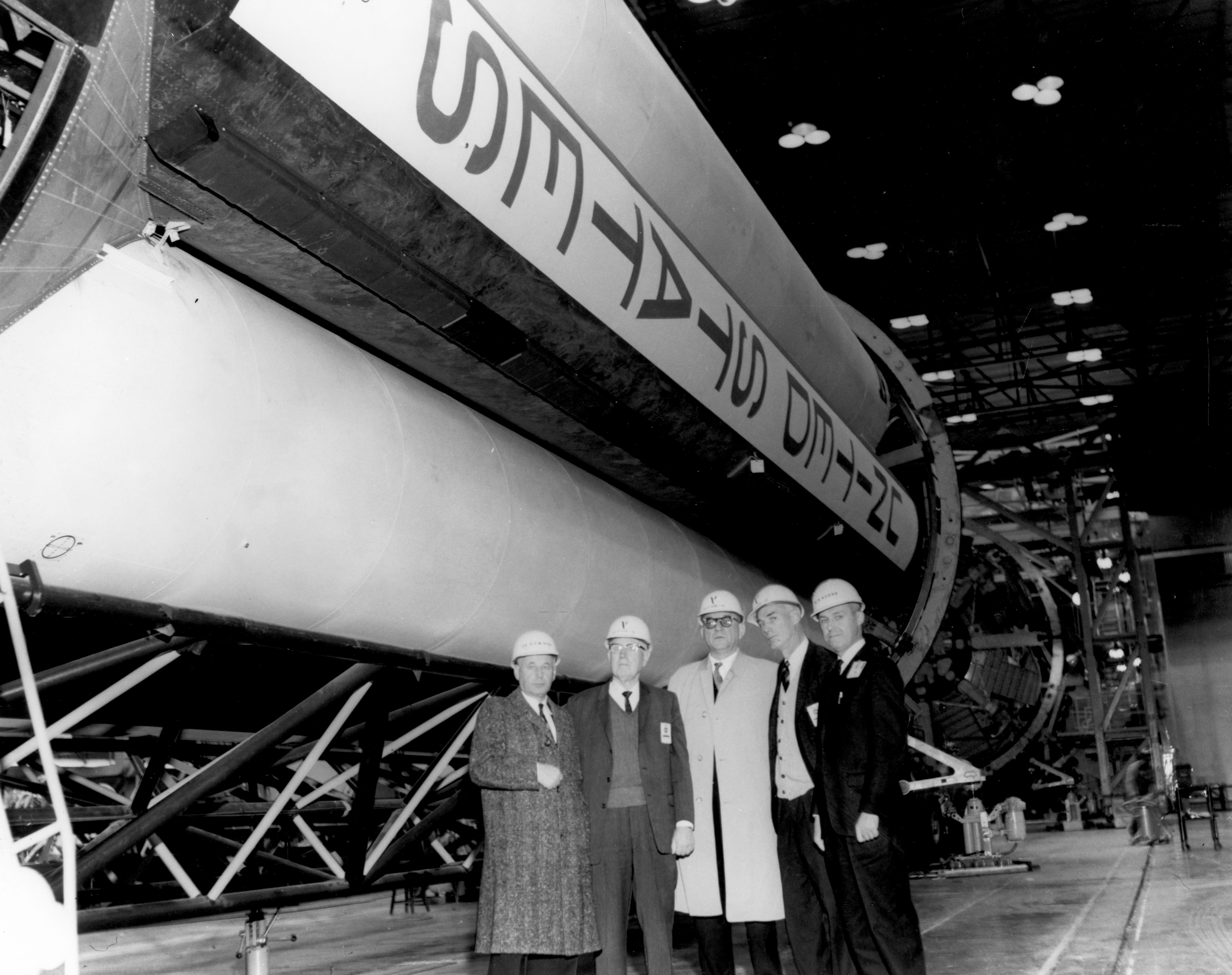
Le représentant Casey et d'autres membres de la commission des sciences et de l'astronautique de la Chambre des représentants visitent le centre de vol spatial Marshall le 3 janvier 1962 pour recueillir des informations de première main sur le programme d'exploration spatiale de la nation.

En 1943, Casey retourne à Houston pour devenir assistant du procureur de district du comté de Harris. Il se présente pour la première fois aux élections en 1948, lorsqu'il réussit à obtenir un siège à la Chambre des représentants du Texas, représentant le 24e district (Houston). Il choisit toutefois de ne pas se représenter à ce poste et passe les huit années suivantes comme juge du comté de Harris. Il est également administrateur du South Texas College (en).
Casey est élu à la Chambre des États-Unis en 1958 dans le 22e district nouvellement créé. Il bat le républicain Thomas Everton Kennerly, Sr. par 43 660 voix (61,7 %) contre 23 317 (33 %).
Casey est membre de la commission de la Chambre des représentants sur la réforme du gouvernement et de la commission de la poste et de la fonction publique. En 1976, il quitte la Chambre après sa nomination à la Commission maritime fédérale (en) par le président Gerald R. Ford. Il revient ensuite revenu à la pratique du droit pendant plusieurs années avant sa mort.
Casey décède à Houston le 17 avril 1986. Il est enterré au cimetière Memorial Oaks à Houston.

## Memoriaux
Le palais de justice fédéral Bob Casey, qui abrite le tribunal de district des États-Unis pour le district sud du Texas au 515 Rusk Street à Houston, est nommé en son honneur.